# Мото на Европейския съюз
Единство в многообразието (на латински: In varietate concordia) е мотото, което представя Европа като континент с множество различни традиции и езици, но също и с общи ценности. То бива създадено по неофициален път през 2000 г., въз основа на предложенията на ученици от цяла Европа, публикувани на специален уебсайт в Интернет. Мотото бива възприето от тогавашния председател на Европейския парламент Никол Фонтен.
На всички официални езици в Европейския съюз:
- български – Единни в многообразието
- чешки – Jednotnost v různorodosti
- датски – Forenet i mangfoldighed
- холандски – Eenheid in verscheidenheid
- английски – United in diversity
- естонски – Ühtsus erinevuses
- финландски – Erilaisuudessaan yhdistynyt / Moninaisuudessaan yhtenäinen
- френски – Unis dans la diversité
- немски – In Vielfalt geeint
- гръцки – Ενότητα στην πολυµορφία
- унгарски – Egység a sokféleségben
- ирландски – Aontaithe d'ainneoin na héagsúlachta
- италиански – Uniti nella diversità
- латвийски – Vienotība dažādībā
- литовски – Vienybė įvairialypiškume
- малтиски – Magħqudin fid-diversità
- полски – Jedność w różnorodności
- португалски – Unidos na diversidade
- румънски – Uniţi în diversitate
- словашки – Jednota v rozdielnosti
- словенски – Združeni v raznolikosti
- испански – Unidos en la diversidad
- шведски – Förenade i mångfalden
- хърватски – Ujedinjeni u različitosti